# Luigi Di Gianni
Luigi Di Gianni (Napoli, 20 ottobre 1926 – Roma, 10 maggio 2019) è stato un regista, sceneggiatore e documentarista italiano.
Nella sua attività di documentarista ha affrontato prevalentemente temi antropologici, religiosi e sociali, esplorando, in particolare, l'intreccio tra ritualità pagana e cattolicesimo popolare nell'Italia del Sud.

## Biografia
Di padre originario di Pescopagano, provincia di Potenza, e madre proveniente dal casertano, dopo aver conseguito la maturità classica, si laurea in Filosofia presso l'Università degli Studi di Roma "La Sapienza". Terminati gli studi universitari, s'iscrive al Centro Sperimentale di Cinematografia, presso il quale si diploma in Regia nel 1954.
Dalla fine degli anni cinquanta comincia a realizzare programmi culturali e film per la Rai. Nel 1958 il suo mediometraggio Magia Lucana, realizzato con la supervisione dell'antropologo Ernesto de Martino, vince il premio come miglior documentario nella 19ª Mostra internazionale d'arte cinematografica di Venezia. Nel 1968 il mediometraggio La tana viene selezionato al Festival di Cannes. Nel 1975, con Il tempo dell'inizio, il suo primo lungometraggio di fiction, vince il Nastro d'argento come miglior regista esordiente. È stato professore di Cinema dal 1977 al 1997.
Nel 2006 l'Università di Tubinga, in Germania, gli conferisce la laurea honoris causa in Filosofia per meriti nel campo del cinema di ispirazione antropologica. Nel 2009 realizza il docufilm Carlo Gesualdo da Venosa (1566-1613), appunti per un film con la partecipazione, tra gli altri, di Milena Vukotic, Roberto Herlitzka e Peppe Barra. Nel 2013 la Cineteca di Bologna cura il restauro dei suoi documentari brevi, pubblicandoli nel cofanetto Uomini e spiriti. I documentari di Luigi Di Gianni. Nello stesso anno, in collaborazione con il Centro Studi sull'Etnodramma di Monselice, realizza il film Appunti per un film su Kafka. Nella colonia penale. Dal 2014 il blog Atmosphere pubblica suoi scritti inediti, tra cui le sceneggiature dei film mai realizzati Michele Cannarozzo, un uomo d'ordine, Carlo Gesualdo, il Principe dei musici e, in 19 puntate, Il castello, tratto dal romanzo omonimo di Franz Kafka. Nel 2015 pubblica il DVD Il tempo dell'inizio (1975).

## Filmografia completa

### Cinema
- Il tempo dell'inizio (1974)

### Cortometraggi
- L'arresto (dal 1º capitolo de "Il processo" di F. Kafka) (1954)
- Il sogno (1964)
- Incubo (1965)
- La tana (1966)
- La ragazza di plastica (1967)
- Il ricevimento (1968)
- Un medico di campagna (2012)
- Appunti per un film su Kafka (Nella colonia penale) (2013)

### Televisione
- Sulle strade di notte coregia con Turi Vasile (1956) - film TV
- Il combattimento di Tancredi e Clorinda (sceneggiato coreografico) (1956)
- Il copriteiera (originale televisivo) (1957)
- La frattura (originale televisivo) (1957)
- La finestra illuminata (originale televisivo in due tempi) (1958)
- L'ultima faccia di Medusa (primo originale televisivo di fantascienza) (1958)
- Il gallo canta a mezzanotte (dramma giallo in tre atti) (1958)
- L'ultimo nastro di Krapp e Atto senza parole (teatro) (1967)
- La letteratura del disgelo (inchiesta) (1968)
- L'altra medicina (programma in quattro puntate) (1970)
- Il cancelliere Krehler (dramma in tre atti) (1972)
- Il processo (sceneggiato in due puntate) (1978)
- Venezia, una mostra per il cinema (programma in tre puntate) (1982)

### Documentario
- Magia lucana (1958)
- Donne di Bagnara (1959)
- Frana in Lucania  (1959)
- Marrane  (1959)
- Nascita e morte nel meridione - San Cataldo (1959)
- Pericolo a Valsinni (1959)
- La punidura (1959)
- Via Tasso (1960)
- L'Annunziata (1961)
- Grazia e numeri (1961)
- Ragazze dell'avanspettacolo (1961)
- Antiche città della Bulgaria (1962)
- Cinegiornale della pace (coregia con altri su idea di Cesare Zavattini) (1962)
- Maschere e negri (1962)
- Il monastero di Rila (1962)
- Provocazioni (1962)
- Le rocce di Belogradcick (1962)
- Tracce dell'antica Roma in Bulgaria (1962)
- Carnevale a Ronciglione (1963)
- La fabbrica dei santi (Santi di bottega) (1963)
- Lotta contro i Mostri (Ennio Calabria) (1963)
- I misteri di Roma (coregia con altri su idea di Cesare Zavattini) (1963)
- La tragedia del Vajont (1963)
- Turchiaro e gli animali (1963)
- L'uomo e la maschera (1963)
- Vajont (Natale 1963) (1963)
- La città oppressa (1964)
- Inchiesta a Povilio (1964)
- Le malghe (1964)
- Un paese che frana (1964)
- Un paese della Carnia (1964)
- La Madonna di Pierno (1965)
- Il male di San Donato (1965)
- Il Messia (1965)
- Viaggio in Lucania (1965)
- I fujenti (1966)
- Il lagno (1966)
- Corrispondenza dall'Emilia (1967)
- Il culto delle pietre (1967)
- Essere capo (1967)
- Processione a Pontecorvo (1967)
- Tempo di raccolta (1967)
- L'apparizione (1968)
- Chanukkà (Festa delle luci) (1968)
- Una malattia che si chiama Sud (1968)
- Morte di un'attrice (1968)
- Nascita di un culto (1968)
- La potenza degli spiriti (1968)
- L'attaccatura (1971)
- Dottori: aeropittore futurista (1971)
- La Madonna del Pollino (1971)
- Montevergine (1971)
- Morte di Padre Pio (1971)
- Morte e grazia (1971)
- La possessione (1971)
- Basilicata. Una regione per l'uomo (1976)
- Basilicata. Una regione fra due mari (1978)
- La Milano di Achille Bertarelli (1987)
- Arte del vetro. La tradizione veneziana (1988)
- Zavattini (1989)
- Ailano. La tradizione (2005)
- La Madonna in cielo, la "matre" in terra (2006)
- La malattia dell'arcobaleno. Appunti sul cinema di Luigi Di Gianni di Simone Del Grosso (2006) (Di Gianni è attore protagonista)
- Carlo Gesualdo da Venosa - appunti per un film (2009)
- La Montagna Infranta. Documentario sula tragedia del Vajont nel cinquantennale di Mirco Melanco (2013)  (Di Gianni è attore protagonista con Tina Merlin)
- Lucania persa (Ritorno a San Cataldo) (2014)
- Sentinelle del nulla: il cinema esistenzialista di Luigi Di Gianni di Cristiano Bellemo, Silvia Dal Bello, Roberta Nagliati, Anna Sinigaglia (2017) (Di Gianni è attore protagonista)

## Riconoscimenti
- 1958 – Premio come miglior documentario nella 19ª Mostra internazionale d'arte cinematografica di Venezia per Magia Lucana
- 1959 – Premio Puccini Senigallia a Nascita e morte del meridione
- 1963 – Festival del cinema d'autore di Bergamo, premio a Grazia e numeri (1962)
- 1967 – Primo premio del Film Etnografico e Sociologico al Festival dei popoli a Il culto delle pietre.
- 1973 – Festival di Salerno, premio a L'attaccatura (1971)
- 1975 – Nastro d'argento a Il tempo dell'inizio (1975)
- 2006 – Laurea honoris causa in Filosofia dell'Università di Tubinga